# Ricardo Burguete
Ricardo Burguete y Lana (Zaragoza, 3 de febrero de 1871-Valencia, 31 de marzo de 1937) fue un militar y escritor español, que ocupó entre 1922 y 1923 el cargo de alto comisario de España en Marruecos, y, ya durante la dictadura de Primo de Rivera, los de director general de la Guardia Civil y presidente del Consejo Supremo de Guerra y Marina. Durante la Segunda República fue presidente de la Cruz Roja Española. Fue autor de diversos ensayos, entre ellos varios de contenido militar.

## Biografía
Nacido en la ciudad de Zaragoza el 3 de febrero de 1871, combatió en Cuba (1895-1896), Filipinas (1896-1897) y Marruecos (1909). Considerado parte del regeneracionismo, a finales del siglo XIX se habría acercado al movimiento de renovación política que se articuló en torno al general Polavieja.

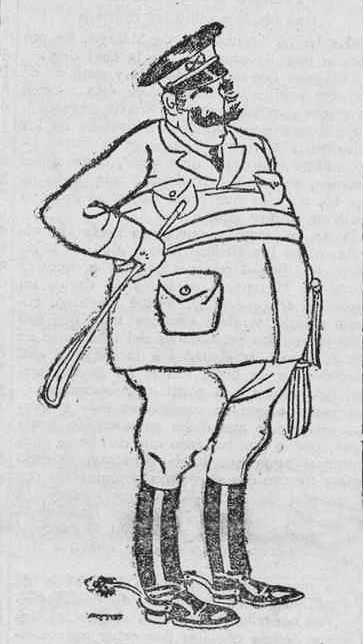
Retratado por Tito (La Libertad, 1922)

En 1917 lideró la represión de la huelga general de dicho año, en la que tuvo bajo sus órdenes a un joven Francisco Franco y donde habría abogado por cazar «como fieras» a los obreros. En 1922 se le nombró alto comisario de España en Marruecos, en sustitución de Dámaso Berenguer.
Fue director general de la Guardia Civil entre el 27 de marzo de 1925 y el 2 de noviembre de 1928, en que fue sustituido por Sanjurjo, para pasar ese mismo año a la presidencia del Consejo Supremo de Guerra y Marina. En virtud de estos dos cargos ocuparía, también durante la dictadura de Primo de Rivera, un asiento en la Asamblea Nacional Consultiva, primero como representante del Estado y, más tarde, por derecho propio.
En los últimos años de la dictadura habría empezado a virar hacia posiciones izquierdistas y republicanas; al punto de una vez proclamada la República pedir su admisión en el Partido Socialista Obrero Español, que le sería denegada. En enero de 1933, fue nombrado presidente de la Cruz Roja Española, haciendo público en esta época un discurso de talante pacifista. Dos de sus hijos cayeron víctimas del bando sublevado al comienzo de la Guerra Civil, circunstancia de la que Burguete culpó a Gonzalo Queipo de Llano. Queipo no tardó en contestar en sus charlas radiofónicas diarias, en las que le acusaba de corrupto y bribón. Afectado por estos sucesos, moriría poco después en Valencia, el 31 de marzo de 1937.

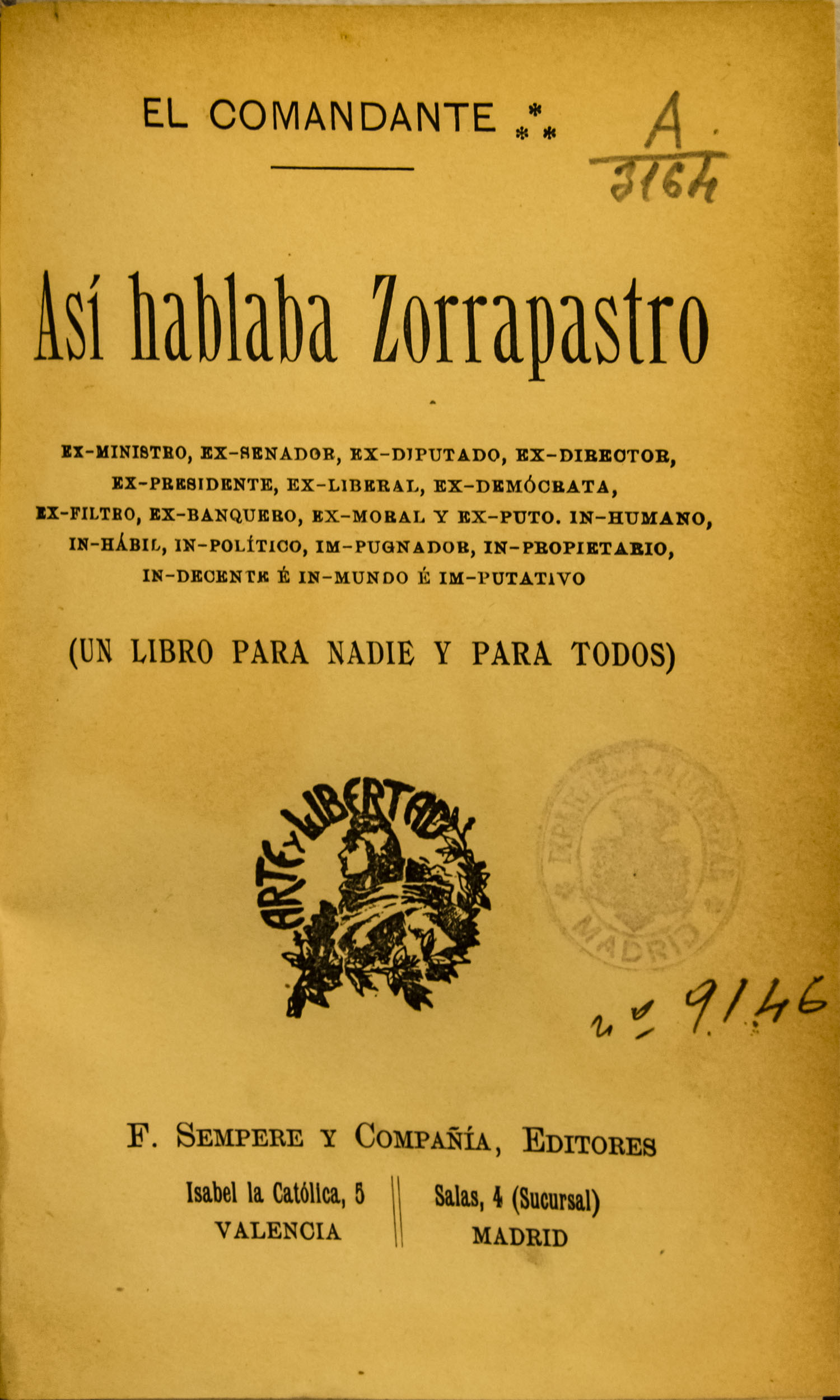
Así hablaba Zorrapastro (un libro para nadie y para todos) (1899)

En el plano literario, fue autor de obras como Así hablaba Zorrapastro (1899) —una parodia del Así habló Zaratustra de Friedrich Nietzsche—, ¡La guerra! Cuba. (Diario de un testigo) (1902), ¡La guerra! Filipinas (Memorias de un herido) (1902), La ciencia del valor (1907) o Rectificaciones históricas, de Guadalete á Covadonga y primer siglo de la Reconquista de Asturias (1915), además de diversos libros de temática militar.
Fue miembro correspondiente de la Real Academia de la Historia. A Burguete, crítico con los intelectuales y defensor de una idea mística y espiritual de la guerra, en la que tendrían preponderancia los aspectos morales y relacionados con el espíritu sobre los avances técnicos, Geoffrey Jensen le ha descrito como seguidor de ideas clausewitzianas y nietzscheanas; siendo igualmente adscrito a una «generación militar del 98».